# Leycesteria
Leycesteria ist eine Pflanzengattung in der Familie der Geißblattgewächse (Caprifoliaceae). Der Gattungsname ehrt den britischen Juristen William  Leycester (1775–1831).

## Beschreibung

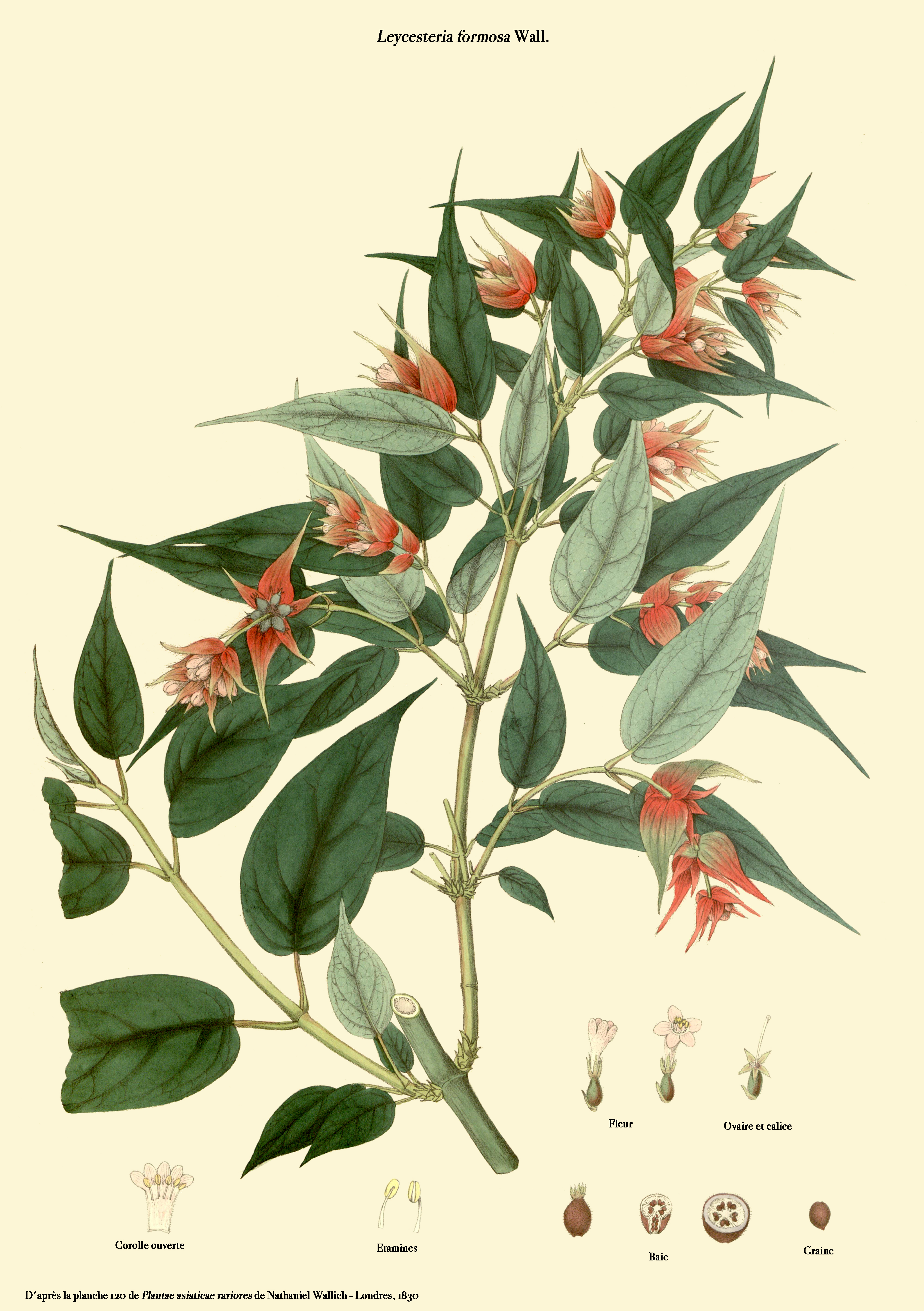
Illustration von Leycesteria formosa

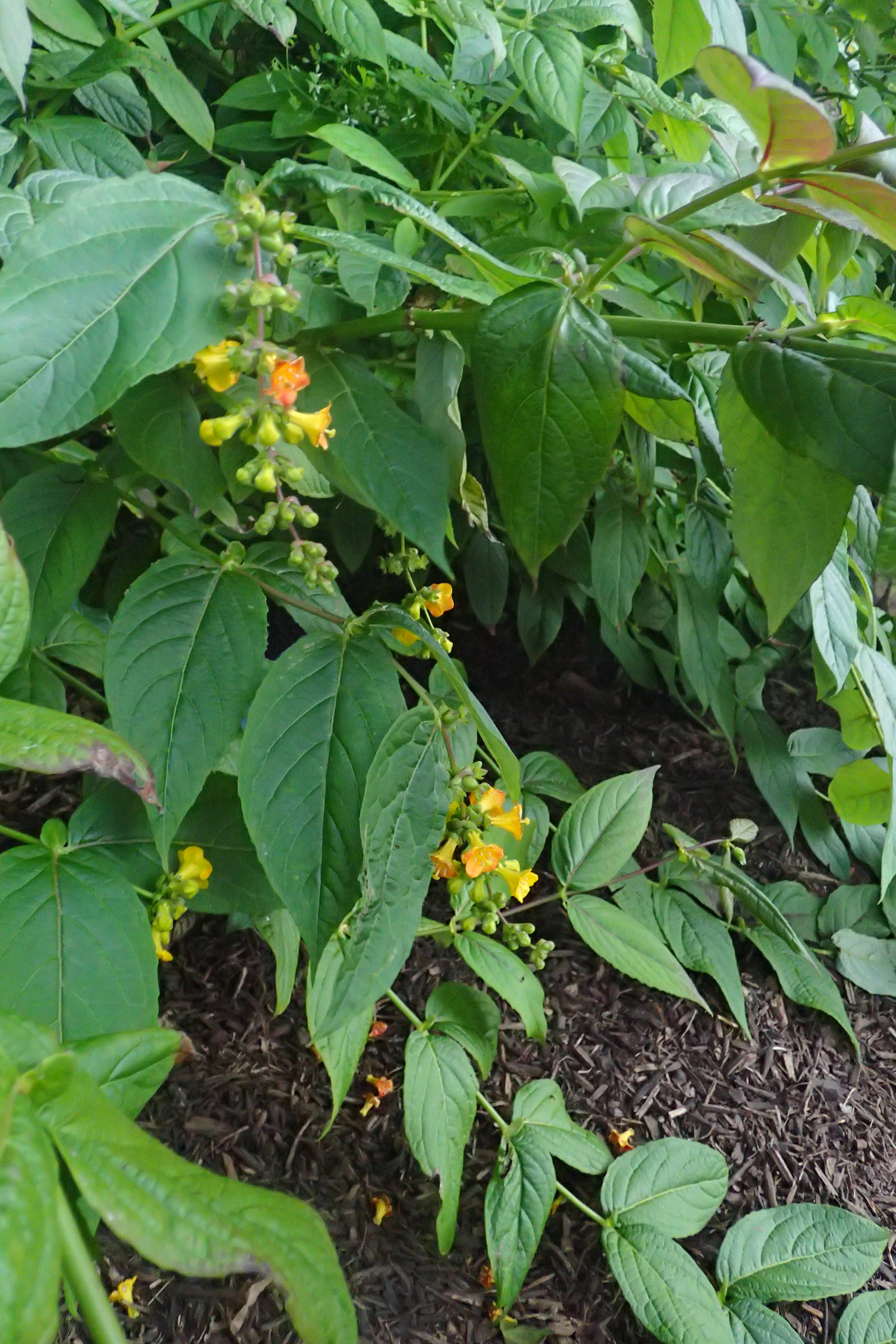
Leycesteria crocothyrsos

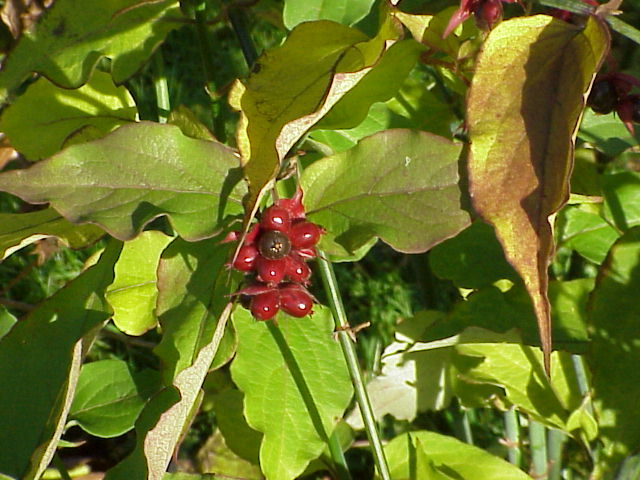
Früchte und Laubblätter von Leycesteria formosa

### Vegetative Merkmale
Leycesteria-Arten sind laubabwerfende Sträucher, die Wuchshöhen von 1 bis 2,50 Metern erreichen.
Die gegenständig angeordneten Laubblätter sind in Blattstiel und Blattspreite gegliedert. Die Blattspreiten sind einfach und bei einer Länge von 5 bis 20 Zentimetern eiförmig bis lanzettlich mit spitz zulaufenden oberen Ende. Die Blattunterseite ist hellgrün. Der Blattrand ist glatt oder unregelmäßig fein gesägt. Es können Nebenblätter vorhanden sein.

### Generative Merkmale
In herabhängenden Blütenständen sitzen mehrere Blüten wirtelig zusammen, zwischen großen, farbigen Hochblättern.
Die röhren- oder trompetenförmigen Blüten sind fünfzählig mit doppelter Blütenhülle. Die fünf ungleichen Kelchblätter sind röhrig verwachsen. Die fünf Blütenkronblätter sind trichterförmig verwachsen. Es ist nur ein Kreis mit fünf Staubblättern vorhanden mit kurzen Staubfäden. Fünf Fruchtblätter sind zu einem Fruchtknoten verwachsen. Die Narbe ist kopfig.
Sie bilden weiche Beeren, die viele winzige Samen enthalten.

## Arten und Verbreitung
Das Verbreitungsgebiet der Leycesteria-Arten reicht vom nordwestlichen Himalaya bis ins südwestliche China (vier Arten).
In der Gattung Leycesteria gibt es etwa fünf Arten:
- Leycesteria crocothyrsos Airy Shaw: Sie ist im südöstlichen Xizang, nordöstlichen Indien sowie im nördlichen Myanmar verbreitet.
- Schöne Leycesterie[3] (Leycesteria formosa Wall., Syn.: Leycesteria sinensis Hemsl., Leycesteria limprichtii H.Winkler): Sie ist im westlichen Guizhou, westlichen Sichuan, Yunnan, Tibet, Bhutan, Indien, Pakistan, Kaschmir, Nepal und Myanmar verbreitet. Sie wird in vielen Gebieten kultiviert und in vielen tropischen Ländern ein Neophyt.
- Leycesteria glaucophylla (Hook. f. & Thomson) Hook. f. (Syn.: Leycesteria thibetica H.J.Wang): Sie ist in Indien, Nepal, Bhutan, Myanmar sowie im südöstlichen Tibet verbreitet.
- Leycesteria gracilis (Kurz) Airy Shaw: Sie ist in Yunnan, Tibet, Bhutan, Indien, Myanmar sowie Nepal verbreitet.
- Leycesteria stipulata (Hook. f. & Thomson) Fritsch: Sie ist in Yunnan, Bhutan, Indien sowie Myanmar verbreitet.